# Логічний сполучник
Логі́чний сполу́чник (або логічний оператор) — логічний термін, функція якого полягає в утворенні складних висловлювань.
Спеціальні назви і символи для позначення логічних сполучників:
- {\displaystyle \lnot } — заперечення («не»);
- {\displaystyle \land } — кон'юнкція («і»);
- {\displaystyle \lor } — диз'юнкція («або»);
- {\displaystyle \Rightarrow } — імплікація («якщо, то»);
- {\displaystyle \Leftrightarrow } — еквіваленція («якщо і тільки якщо, то»).

## Огляд
Розділ математики, який вивчає логічні висловлювання, належить до математичної логіки.
Розділ логіки, який досліджує природу таких логічних термінів, як заперечення, кон'юнкція, диз'юнкція, імплікація, еквівалентність називають логікою висловлювань.
Логічним висловлюванням зветься деяке твердження, яке може бути істинним або хибним. Такому твердженню {\displaystyle \ A} приписується логічне, або булеве значення, а саме:
{\displaystyle valA={\begin{cases}1,&{\mbox{if }}A{\mbox{ is true}},\\0,&{\mbox{if }}A{\mbox{ is false}}.\end{cases}}}
Математична логіка здебільшого не цікавиться, чому те чи інше висловлювання є істинним чи хибним. Це — задача інших, «конкретних» її наук. Наприклад, є такі висловлювання:
- А. 2 х 2 = 4.
- Б. Лондон — столиця України.
- В. Росія — батьківщина слонів.
- Г. Київ було засновано в V сторіччі по р. Х.
- Д. Ім'я другої за списком дівчини цієї групи — Наталя.

З арифметки відомо, що висловлювання A істинне, з географії що висловлювання Б хибне, з зоології — що висловлювання В хибне. Відносно висловлювання Г думки фахівців-істориків розходяться, а значення висловлювання Д, взагалі залежить від того, про яку саме групу йдеться. Але вирішувати все це — не справа математичної логіки.
Натомість математична логіка вивчає, як з одних висловлювань можна конструювати інші («складені») в такий спосіб, щоб значення нового висловлювання повністю визначалося значеннями висловлювань, з яких воно утворене. Для цього використовуються логічні сполучники.

#### Означення
{\displaystyle \ n}-місним логічним сполучником чи логічною операцією в математичній логіці називається операція {\displaystyle \ C}, яка за довільним набором висловлювань {\displaystyle \ A_{1}}, {\displaystyle \ A_{2}}, . . . , {\displaystyle \ A_{n}} утворює нове висловлювання {\displaystyle \ C} = {\displaystyle \ C}({\displaystyle \ A_{1}}, {\displaystyle \ A_{2}}, . . . , {\displaystyle \ A_{n}}), причому логічне значення висловлювання {\displaystyle \ C} повністю визначається логічними значеннями висловлювань {\displaystyle \ A_{1}}, {\displaystyle \ A_{2}}, . . . , {\displaystyle \ A_{n}}.
Оскільки в математичній логіці враховуються лише логічні значення (істинність, хибність), а не зміст розглядуваних висловлювань, то, очевидно, сполучник {\displaystyle \ C} повністю визначається функцією від {\displaystyle \ n} змінних {\displaystyle \ c} ({\displaystyle \ a_{1}}, {\displaystyle \ a_{2}}, . . . , {\displaystyle \ a_{n}}), де всі {\displaystyle \ a_{i}} належать множині булевих значень {\displaystyle ~B=\{0,1\}} i цій же множині належать і значення функції {\displaystyle \ c} , отже {\displaystyle \ c} :{\displaystyle ~B^{n}\to B} . Саме, ця функція визначається рівністю
{\displaystyle \ valC(A_{1},A_{2},...,A_{n})=c(valA_{1},valA_{2},...,valA_{n})}
для довільних висловлювань {\displaystyle \ A_{1}}, {\displaystyle \ A_{2}}, . . . , {\displaystyle \ A_{n}}. Функція {\displaystyle \ c} зветься приєднаною функцією сполучника {\displaystyle \ C}.
Навпаки, за будь-якою {\displaystyle \ n} — функцією {\displaystyle \ c} : {\displaystyle ~B^{n}\to B} можна визначити такий сполучник {\displaystyle \ C}, щоб виконувалася ця рівність. Такі функції звуться булевими функціями.
Реально використовується досить обмежений набір логічних сполучників.

##### Найважливіші логічні сполучники
Вказано їхні приєднані функції. Ці сполучники позначено тими самими літерами, що й відповідні функції, i названо їх також однаково.
- 1.Заперечення {\displaystyle \lnot } — це одномісний (унарний) сполучник з приєднаною функцією

| {\displaystyle ~A} | {\displaystyle \lnot }{\displaystyle \ A} |
| ------------------ | ----------------------------------------- |
| 0                  | 1                                         |
| 1                  | 0                                         |

Висловлювання {\displaystyle \lnot }{\displaystyle \ A} передається також словами «не {\displaystyle \ A}».
- 2.Кон'юнкція {\displaystyle \land } (також &) — це двомісний (бінарний) сполучник з приєднаною функцією

Висловлювання {\displaystyle A\land B} передається також словами «{\displaystyle \ A} і {\displaystyle \ B}».
- 3.Диз'юнкція {\displaystyle \lor } — це двомісний (бінарний) сполучник з приєднаною функцією

Висловлювання {\displaystyle A\lor B} передається також словами «{\displaystyle \ A} або {\displaystyle \ B}».
- 4.Імплікація {\displaystyle \Rightarrow } — це двомісний (бінарний) сполучник з приєднаною функцією

Висловлювання {\displaystyle ~A}{\displaystyle \Rightarrow }{\displaystyle ~B}передається також словами «Якщо {\displaystyle \ A}, то {\displaystyle \ B}».
- 5. Еквіваленція (еквівалентність) {\displaystyle \Leftrightarrow } — це двомісний (бінарний) сполучник з приєднаною функцією

Висловлювання {\displaystyle ~A\Leftrightarrow B} передається також словами «{\displaystyle \ A} тоді й лише тоді, коли {\displaystyle \ B}».
- 6. Логічне додавання, (розділяюче «або», антиеквіваленція) {\displaystyle \oplus } — це двомісний (бінарний) сполучник з приєднаною функцією

Висловлювання {\displaystyle \ A}{\displaystyle \oplus }{\displaystyle \ B} передається також словами «або {\displaystyle \ A}, або{\displaystyle \ B}».
| {\displaystyle A} | {\displaystyle B} | AND {\displaystyle A\land B} | NAND {\displaystyle A\uparrow B} | OR {\displaystyle A\lor B} | NOR {\displaystyle A\downarrow B} | XOR {\displaystyle A\oplus B} | EQ {\displaystyle A\leftrightarrow B} | IMPLY {\displaystyle A\to B} | NIMPLY {\displaystyle A\nrightarrow B} | Converse {\displaystyle A\leftarrow B} | {\displaystyle A\nleftarrow B} |
| ----------------- | ----------------- | ---------------------------- | -------------------------------- | -------------------------- | --------------------------------- | ----------------------------- | ------------------------------------- | ---------------------------- | -------------------------------------- | -------------------------------------- | ------------------------------ |
| F                 | F                 | F                            | T                                | F                          | T                                 | F                             | T                                     | T                            | F                                      | T                                      | F                              |
| F                 | T                 | F                            | T                                | T                          | F                                 | T                             | F                                     | T                            | F                                      | F                                      | T                              |
| T                 | F                 | F                            | T                                | T                          | F                                 | T                             | F                                     | F                            | T                                      | T                                      | F                              |
| T                 | T                 | T                            | F                                | T                          | F                                 | F                             | T                                     | T                            | F                                      | T                                      | F                              |

Як і звичайні арифметичні операції, логічні сполучники можна комбінувати, утворюючи нові висловлювання. Порядок їх застосування найчастіше визначається дужками, наприклад:
{\displaystyle ~E} = ({\displaystyle A}{\displaystyle \Leftrightarrow }({\displaystyle \lnot }(({\displaystyle \lnot }{\displaystyle B}){\displaystyle \land }{\displaystyle C}))){\displaystyle \Rightarrow }(({\displaystyle A}{\displaystyle \lor }{\displaystyle \lnot }({\displaystyle C})){\displaystyle \oplus }({\displaystyle D}{\displaystyle \Rightarrow }{\displaystyle B})).
Як і в арифметиці, щоб зменшити кількість дужок та зробити складені висловлювання більш виразними, використовують домовленість про порядок дій:
1. Першим завжди застосовують заперечення.
2. Після заперечення застосовують кон'юнкцію та диз'юнкцію.
3. Потому застосовують логічне додавання.
4. Нарешті, останніми застосовують імплікацію та еквіваленцію.
5. Всередині кожної групи порядок дій визначається дужками.

За такої домовленості останній приклад можна скоротити так:
{\displaystyle ~E} = ({\displaystyle A}{\displaystyle \Leftrightarrow }{\displaystyle \lnot }({\displaystyle \lnot }{\displaystyle B}{\displaystyle \land }{\displaystyle C})){\displaystyle \Rightarrow }{\displaystyle A}{\displaystyle \lor }{\displaystyle \lnot }{\displaystyle C}{\displaystyle \oplus }({\displaystyle D}{\displaystyle \Rightarrow }{\displaystyle B}).
Зрозуміло, що коли задано (логічне) значення висловлювань {\displaystyle A}, {\displaystyle B}, {\displaystyle C}, {\displaystyle D}, легко обчислити й значення утвореного з них висловлювання {\displaystyle E}, наприклад:
| {\displaystyle ~A} | {\displaystyle ~B} | {\displaystyle ~C} | {\displaystyle ~D} | {\displaystyle \lnot }{\displaystyle \ B} | {\displaystyle \lnot }{\displaystyle \ C} | {\displaystyle ~E_{1}} | {\displaystyle ~E_{2}} | {\displaystyle ~E_{3}} | {\displaystyle ~E_{4}} | {\displaystyle ~E_{5}} | {\displaystyle ~E_{6}} | {\displaystyle ~E} |
| ------------------ | ------------------ | ------------------ | ------------------ | ----------------------------------------- | ----------------------------------------- | ---------------------- | ---------------------- | ---------------------- | ---------------------- | ---------------------- | ---------------------- | ------------------ |
| 0                  | 1                  | 1                  | 0                  | 0                                         | 0                                         | 0                      | 1                      | 0                      | 0                      | 1                      | 1                      | 1                  |
| 1                  | 1                  | 0                  | 1                  | 0                                         | 1                                         | 0                      | 1                      | 1                      | 1                      | 1                      | 0                      | 0                  |

де позначено:

{\displaystyle ~E_{1}} = {\displaystyle \lnot }{\displaystyle B}{\displaystyle \land }{\displaystyle \mathbb {C} },

{\displaystyle ~E_{2}} = {\displaystyle \lnot }({\displaystyle \lnot }{\displaystyle B}{\displaystyle \land }{\displaystyle \mathbb {C} })= {\displaystyle \lnot }{\displaystyle E_{1}},

{\displaystyle E_{3}} = {\displaystyle A}{\displaystyle \Leftrightarrow }{\displaystyle ~\lnot }({\displaystyle ~\lnot }{\displaystyle B}{\displaystyle \land }{\displaystyle \mathbb {C} }) = {\displaystyle A}{\displaystyle \Leftrightarrow }{\displaystyle E_{1}},

{\displaystyle E_{4}} = {\displaystyle A}{\displaystyle \lor }{\displaystyle \lnot }{\displaystyle C},

{\displaystyle E_{5}} = {\displaystyle D}{\displaystyle \Rightarrow }{\displaystyle B},

{\displaystyle E_{6}} = {\displaystyle A}{\displaystyle \lor }{\displaystyle \lnot }{\displaystyle C}{\displaystyle \oplus }({\displaystyle D}{\displaystyle \Rightarrow }{\displaystyle B}) = {\displaystyle E_{4}}{\displaystyle \oplus }{\displaystyle E_{5}}.

Значення істинності для логічних операцій, зазвичай задається за допомогою таблиць істинності.